# Blue Whale Challenge

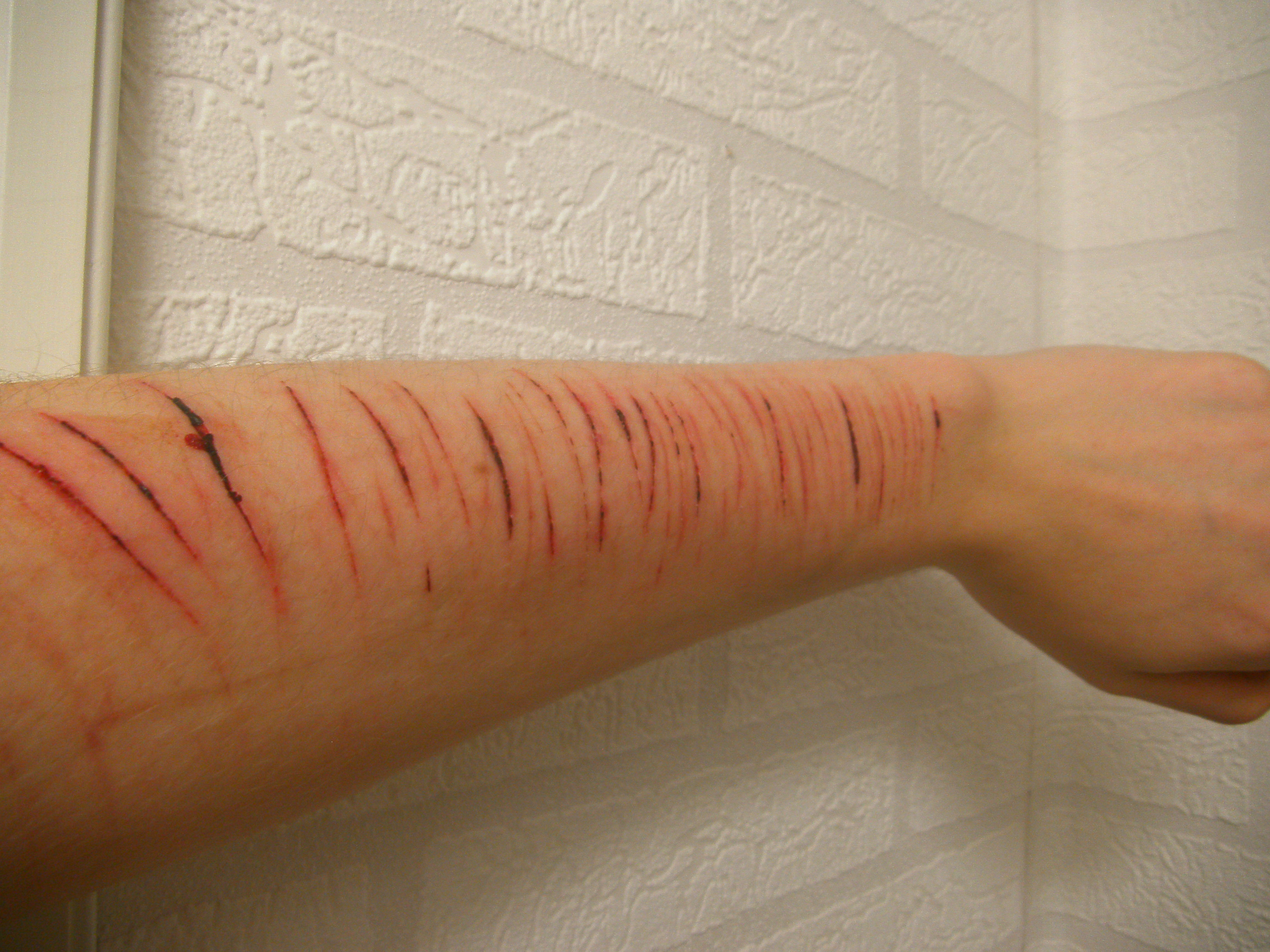
Automutilation (image d’illustration) pouvant être imputable à des « défis en ligne » tels le Blue Whale Challenge.

Le Blue Whale Challenge (littéralement « Défi de la Baleine Bleue », parfois abrégé en BWC) est un jeu médiatisé en Russie en 2016, peut-être apparu dans l'année 2015. Il est soupçonné d’être à l’origine de plusieurs accidents et suicides, notamment chez les adolescents. Le joueur doit réaliser un défi chaque jour pendant 50 jours, le dernier défi étant le suicide du joueur.

## Origine
L’origine de ce jeu reste difficile à déterminer. Sa médiatisation commence en mai 2016 via un article paru dans le journal russe Novaya Gazeta. Cette enquête soupçonne un lien entre des dizaines de suicides d’adolescents survenus en Russie entre novembre 2015 et avril 2016 et une légende urbaine connue sous le nom Blue Whale Challenge. Il s’agirait d’un jeu auquel un individu peut participer en prenant contact avec un « tuteur » sur le réseau social russe VKontakte. Selon Le Monde, les instigateurs de ce jeu pourraient être trois jeunes hommes russes, Philippe Boudeïkine (aussi appelé Philip Fox), Philipp Liss, et More Kitov ; le premier ayant été arrêté et mis en examen en novembre 2016 pour incitation au suicide, et condamné en juillet 2017 à trois ans de prison pour deux suicides, au terme d’un procès à huis clos en Sibérie.

## Principe
Le Blue Whale Challenge tire son nom du fait de nombreuses observations d’échouages de baleines sur les plages, qui font dire à certains que ces cétacés se « suicideraient ». L’origine de ces échouages reste toutefois controversée.
Le Blue Whale Challenge consiste en une série de 50 défis qui sont proposés au joueur par un « tuteur » qu’il est censé avoir contacté en ligne au préalable. Le joueur doit ensuite poster une photo ou une vidéo prouvant l’accomplissement de la tâche accomplie. Or, si certains défis paraissent inoffensifs ou anodins, comme dessiner une baleine sur une feuille ou écouter une musique triste en pleine nuit, d’autres sont beaucoup plus préoccupants. Ainsi, certains défis appelleraient à se frapper ou à se scarifier. Le dernier défi consisterait quant à lui à se suicider.

## Victimes potentielles
Il est à noter qu’il est difficile pour les forces de police de relier les suicides, qu’il s’agisse de morts avérées ou de tentatives de suicide. 

### France
Le journal Libération, dans une contre-enquête parue le 31 mars 2017, attire ainsi l’attention sur le cas d’un collégien retrouvé mort à Reims et dont le décès avait été pendant un temps attribué au Blue Whale Challenge, ce qui a été démenti par les autorités qui privilégiaient la piste du « jeu du foulard », un autre jeu mortel prisé de certains adolescents.
Aucun cas mortel de pratique du jeu n'a été avéré en France. En revanche, quelques cas qui pourraient être en lien avec le Blue Whale Challenge ont été rapportés. La chaîne LCI rapporte ainsi sur son site internet le cas de quatre jeunes filles du Pas-de-Calais qui auraient tenté de se tuer par pendaison dans le cadre de ce jeu. Quelques jours plus tôt, La Voix du Nord rapportait également le signalement de deux jeunes filles qui s’adonnaient également au Blue Whale Challenge. Une dizaine d’élèves d’une école du Finistère seraient également concernés.
En juin 2018, un jeune porte plainte pour les blessures qu'il s'est infligées en participant au jeu.

### Russie
Dans son enquête parue en mai 2016, le journal russe Novaya Gazeta suppose qu’environ 80 suicides d’adolescents parmi les 130 observés en Russie entre novembre 2015 et avril 2016 pourraient être liés au Blue Whale Challenge. Le Monde souligne toutefois que le journal n’a pas mené d’investigation poussée sur l’intégralité de ces cas et que les quelques recherches qui ont été faites n’ont pu établir aucun lien formel entre le jeu et les morts. 

### Algérie
Ce jeu serait également à l'origine de la mort de 29 jeunes  en Algérie courant 2017 2019 .

### Tunisie
Jusqu'au 12 mars 2018, 7 enfants tunisiens se sont suicidés. Le tribunal de première instance de Sousse a rendu public un arrêt en référé interdisant La baleine bleue et Mariam,.

### Maroc
Le jeu aurait fait trois morts dans le pays.

## Réactions

### Autorités
En France, face à la menace posée par le Blue Whale Challenge, la police nationale publie le 6 mars 2017 un message sur son compte Twitter visant à alerter les adolescents et leurs parents et rappelant que la provocation au suicide est punie par la loi française de 5 ans de prison et de 75 000 € d’amende. Un autre message d’alerte est posté quelques jours plus tard avec le même message : « Aucun défi ne mérite de risquer sa vie ». D’autres messages sont également publiés par les forces de police et de gendarmerie locales dans les régions où sont recensées de potentielles victimes du Blue Whale Challenge,.
Le ministère de l'Éducation nationale français réagit également en adressant un message d'alerte à l'ensemble des rectorats du pays. Sur le portail Éduscol est également diffusé un message à l’attention des enseignants et recommandant la plus grande vigilance vis-à-vis de ce jeu « qui peut attirer des jeunes vulnérables, en pleine construction de leur identité, face à la pression du groupe ».

### Réseaux sociaux
Le réseautage social étant le canal principal par lequel se déroule le Blue Whale Challenge, des mesures ont été prises afin de limiter sa propagation et éviter que d’autres adolescents ne s’y fassent piéger. VKontakte a ainsi décidé de bloquer les communautés de joueurs déjà identifiées et engagé le blocage ou la suppression de comptes faisant la promotion du jeu. De son côté, Instagram a mis en place l’affichage d’un message automatique lorsque certains mots-clés liés au jeu sont tapés dans sa barre de recherche. Les internautes multiplient également les initiatives individuelles pour contrer le Blue Whale Challenge. A ainsi été conçu un pendant « positif » du jeu morbide sur Twitter, avec le hashtag « #PinkWhaleChallenge » (« le défi de la baleine rose ») proposant également 50 défis, ceux-ci étant complètement inoffensifs, comme rendre service à quelqu’un ou regarder son film préféré. D’autres internautes ont également créé de fausses pages internet redirigeant vers des messages dissuasifs et des témoignages de personnes ayant été tentées par le suicide.

### Associations
L'association française E-Enfance, dont le but est d'informer les parents et les enfants et de protéger ces derniers des dangers d'Internet, a mis en place un numéro gratuit pour limiter la propagation du Blue Whale Challenge.

### Autres noms et jeux similaires
Le Blue Whale Challenge aurait également pour noms Silent House, Sea of Whale ou Wake Me Up at 04:20 AM. Un autre défi similaire serait le « Momo Challenge ».